# 基利梅濟區

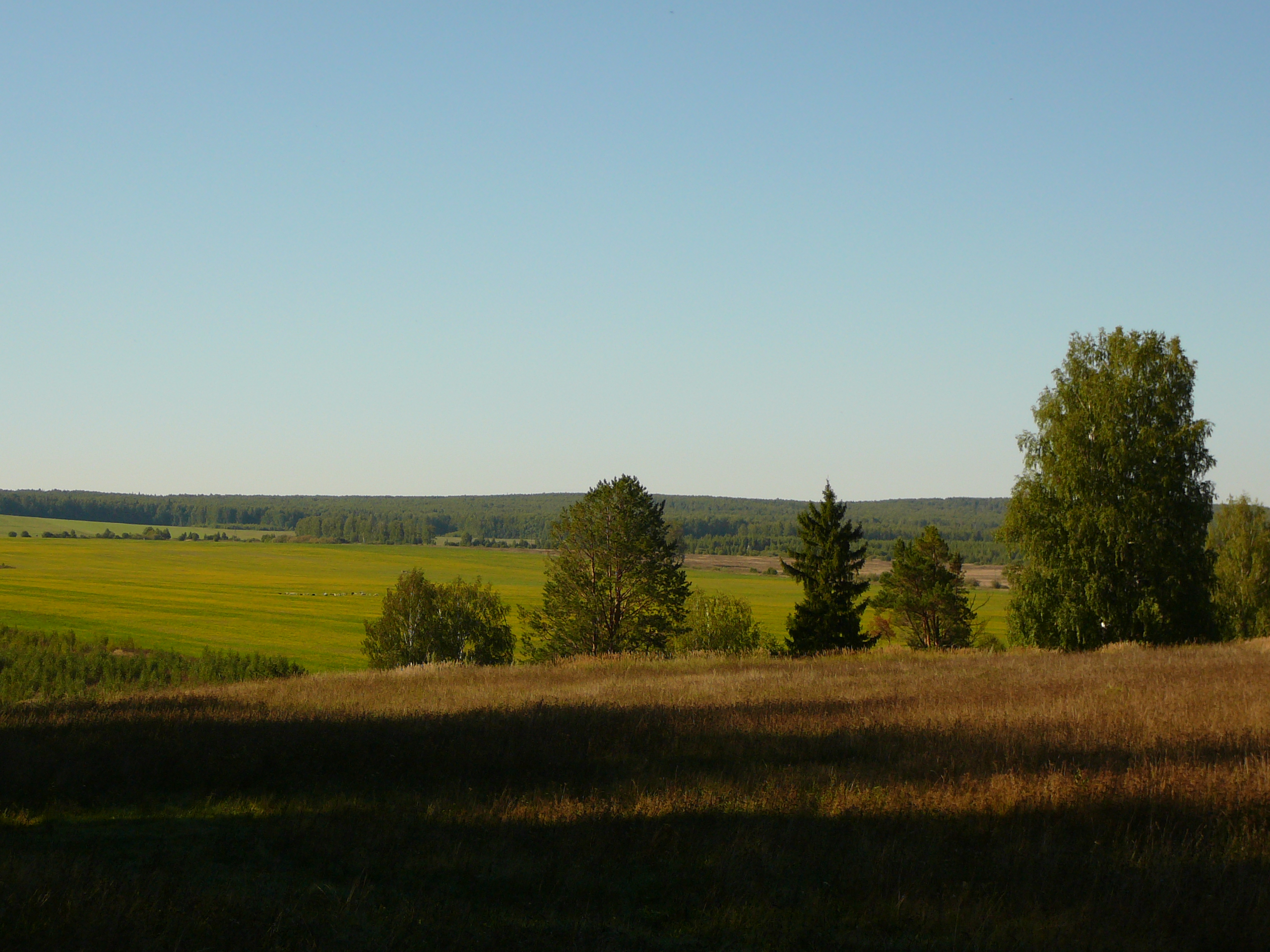

56°56′30″N 51°04′00″E / 56.94167°N 51.06667°E
基利梅濟區（俄语：Кильмезский район），是俄羅斯的一個區，位於該國西部，由基洛夫州負責管轄，面積3,106.4平方公里，2010年該區人口13,086，人口密度每平方公里4.21人。